# Danske Billeder for Skole og Hjem
Danske Billeder for Skole og Hjem er et værk, bestående af 7 bind, udgivet af Theodor Siersted i årene 1895-99. Værket indeholder billeder og illustrationer fra Danmark og dens kolonier. De forskellige billeder er hentet fra bl.a. Illustreret Tidende, Ude og Hjemme og andre af forlagets skrifter.
De 7 bind repræsenterer hver en egn af Danmark.

## De 7 Bind
- I. Nordlige Sjælland: Kjøbenhavns Amt, Frederiksborg Amt og Holbæk Amt. Udgivet 1895.
- II. Sydsjælland og Bornholm: Sorø Amt, Præstø Amt og Bornholms Amt. Udgivet 1895.
- III. Møen (af Præstø Amt) samt Lolland-Falster og Den Fynske Øgruppe: Maribo, Svendborg og Odense Amt. Udgivet 1896.
- IV. Jylland I. Vejle Amt, Ribe Amt, Ringkjøbing Amt, Aarhus Amt. Udgivet 1896.
- V. Jylland II. Viborg Amt, Randers Amt, Aalborg Amt, Thisted Amt, Hjørring Amt. Udgivet 1897.
- VI. Færøerne, Island, Grønland og Dansk Vestindien. Udgivet 1899.
- VII. Kjøbenhavn og Frederiksberg. Udgivet 1899.

| Bog | Spire Denne artikel om bøger og tidsskrifter er en spire som bør udbygges. Du er velkommen til at hjælpe Wikipedia ved at udvide den. |